# Eparchie kišiněvská
Eparchie kišiněvská je eparchie moldavské pravoslavné církve.

## Území a titul biskupa
Zahrnuje správní hranice území centrálních rajónů Moldavska.
Eparchiálnímu biskupovi náleží titul biskup kišiněvský a celého Moldavska.

## Historie
Během Rusko-turecké války v letech 1787–1792 a Rusko-turecké války v letech 1806–1812 obsadila ruská armáda Moldavsko a Valašsko. Byl zde zřízen Moldavsko-valašský exarchát v čele s metropolitou moldavským, valašským a besarábijským Gavriilem Bănulescu-Bodonim.
Po roce 1812 se Besarábie stala podle mírové smlouvy součástí Ruského impéria a exarcha Gavriil započal organizaci církevního života na tomto území. O rok později zde vznikla eparchie kišiněvská a její eparchiální biskup získal titul metropolity a exarchy.
Dne 3. července 1821 byla eparchie povýšena na archiepiskopii.
Roku 1918 po anexi Besarábie Rumunskem, rumunské úřady bez souhlasu Ruské pravoslavné církve požadovaly, aby se duchovenstvo a věřící připojili k Rumunské pravoslavné církvi. Arcibiskup kišiněvský Anastasij (Gribanovskij) a jeho vikáři odmítli přejít pod jurisdikci rumunského patriarchátu a museli opustit eparchii. Dne 14. června 1918 Svatý synod Rumunské pravoslavné církve jmenoval arcibiskupa Nicodima (Munteanu) jako locum tenens arcibiskupa Kišiněvského a tím vytvořil besarábskou metropoli. Proti tomuto rozhodnutí protestoval patriarcha moskevský Tichon.
Poté co se roku 1940 stala Besarábie součástí Sovětského svazu, moskevský patriarchát obnovil svou duchovní správu na tomto území.
Po obsazení Besarábie rumunskými vojsky roku 1941 byla obnovena besarábská metropole Rumunské pravoslavné církve. Roku 1944 bylo území obsazeno sovětskými vojsky a eparchie kišiněvská byla obnovena.
V květnu 1945 v Bukurešti a roku 1946 v Moskvě patriarcha moskevský Alexij I. a patriarcha rumunský Nicodim potvrdili kanonickou platnost obnovení jurisdikce Ruské pravoslavné církve nad kišiněvskou eparchií.
Poté co roku 1991 získalo Moldavsko nezávislost vyvstala otázka jeho možného připojení k Rumunsku. Dne 8. září 1992 bylo na sjezdu duchovních kišiněvské eparchie rozhodnuto zůstat pod jurisdikcí Ruské pravoslavné církve. Roku 1992 byla na tomto území zřízena také besarábská metropole Rumunské pravoslavné církve.
Dne 5. října 1992 byla Svatým synodem udělena eparchii autonomie a cirkev na území Moldavska získala název Moldavská pravoslavná církev.
Dne 7. července 1998 byla z části území eparchie vytvořena eparchie cahulská, dne 6. října 1998 eparchie edineţská a eparchie tiraspolská, dne 6. října 2006 eparchie bălțijská a eparchie unghenská.

## Seznam biskupů
- 1813–1821 Gavriil (Bănulescu-Bodoni) svatořečený
- 1821–1844 Dimitrij (Sulima)
- 1844–1858 Irinarch (Popov)
- 1858–1871 Antonij (Šokotov)
- 1871–1882 Pavel (Lebeděv)
- 1882–1891 Sergij (Ljapiděvskij)
- 1891–1892 Isaakij (Položenskij)
- 1892–1898 Neofit (Něvodčikov)
- 1898–1904 Iakov (Pjatnickij)
- 1904–1908 Vladimir (Senkovskij)
- 1908–1914 Serafim (Čičagov) svatořečený mučedník
- 1914–1915 Platon (Rožděstvenskij)
- 1915–1919 Anastasij (Gribanovskij)
  - 1918–1940 Metropole besarábská Rumunské pravoslavné církve
- 1940–1941 Alexij (Sergejev)
  - 1941–1944 Metropole besarábská Rumunské pravoslavné církve
- 1944–1947 Ieronim (Zacharov)
- 1947–1948 Venedikt (Poljakov)
- 1948–1969 Nektarij (Grigorjev)
- 1969–1972 Varfolomej (Gondarovskij)
- 1972–1987 Ionafan (Kopolovyč)
- 1987–1989 Serapion (Fadějev)
- od 1989 Vladimir (Cantarean)